# 文山駅
文山駅（ムンサンえき）は、大韓民国京畿道坡州市文山邑にある韓国鉄道公社（KORAIL）京義線の駅である。

## 概要
営業開始当初は京義線の途中駅の一つに過ぎなかったが、1953年の朝鮮戦争休戦で軍事境界線が確定すると、当駅は韓国側の京義線最北端の駅になった。その後、半世紀近くにわたって京義線の韓国側終着駅となり、「鉄道中断点」の標識が建てられていた。2000年に行われた第1回南北首脳会談で南北朝鮮の分断鉄道接続が決まり、当駅は2001年から再び途中駅となっている。
2009年7月に当駅は首都圏電鉄ネットワークに組み込まれ、ソウル駅から当駅まで複線電化され、京義・中央線（かつては京義電鉄線）の駅となった。2020年3月には電化区間が臨津江駅まで延伸されたが、運行系統は引き続き当駅で分割されており、乗り換えが必要となる。京義・中央線の当駅にはK335の駅番号が設定されている。
京義線は当駅を境にソウル方面は複線、臨津江方面は単線となる。

## 歴史
- 1906年4月3日：京義線開通に合わせて汶山駅として開業。
- 1908年4月1日：正式に旅客営業開始。
- 1953年7月27日：京義線の終着駅になる。
- 1984年10月24日：旧駅舎竣工。
- 1997年
  - 10月1日：貨物取扱中止[2]。
  - 11月17日：貨物取扱再開[3]。
- 1998年：旧駅舎が洪水により流失。
- 2000年：現駅舎竣工。
- 2000年6月1日：水害対策工事のため一時営業中止[4]、貨物取扱を一時的に金村駅へ移管[5]。
- 2001年
  - 2月26日：水害対策工事が終了したため営業再開[6]。
  - 9月30日：京義線の南北再連結事業により、当駅から臨津江駅までの区間が開業、途中駅となる。
- 2007年12月11日：当駅 - 鳳東間で貨物列車の運行を開始。56年ぶりの南北を結ぶ定期列車の運行となった。
- 2008年11月25日：当駅 - 鳳東間の貨物列車の運行を中断。
- 2009年7月1日：京義電鉄線開業。同時に臨津江駅方面からソウル駅まで運行する列車はこの駅までに短縮された[7]。
- 2012年12月1日：貨物取り扱い中止[8]。
- 2014年
  - 4月30日：通勤列車の運行終了。
  - 5月4日：観光列車「DMZ-train」運行開始、臨津江駅方面からソウル駅までの直通列車が復活。
  - 6月20日：漢字表記を文山駅へ変更[9]。
- 2019年10月2日：DMZ-Trainの運行を停止[10]。
- 2020年3月28日：当駅 - 臨津江駅間が電化。

## 駅構造

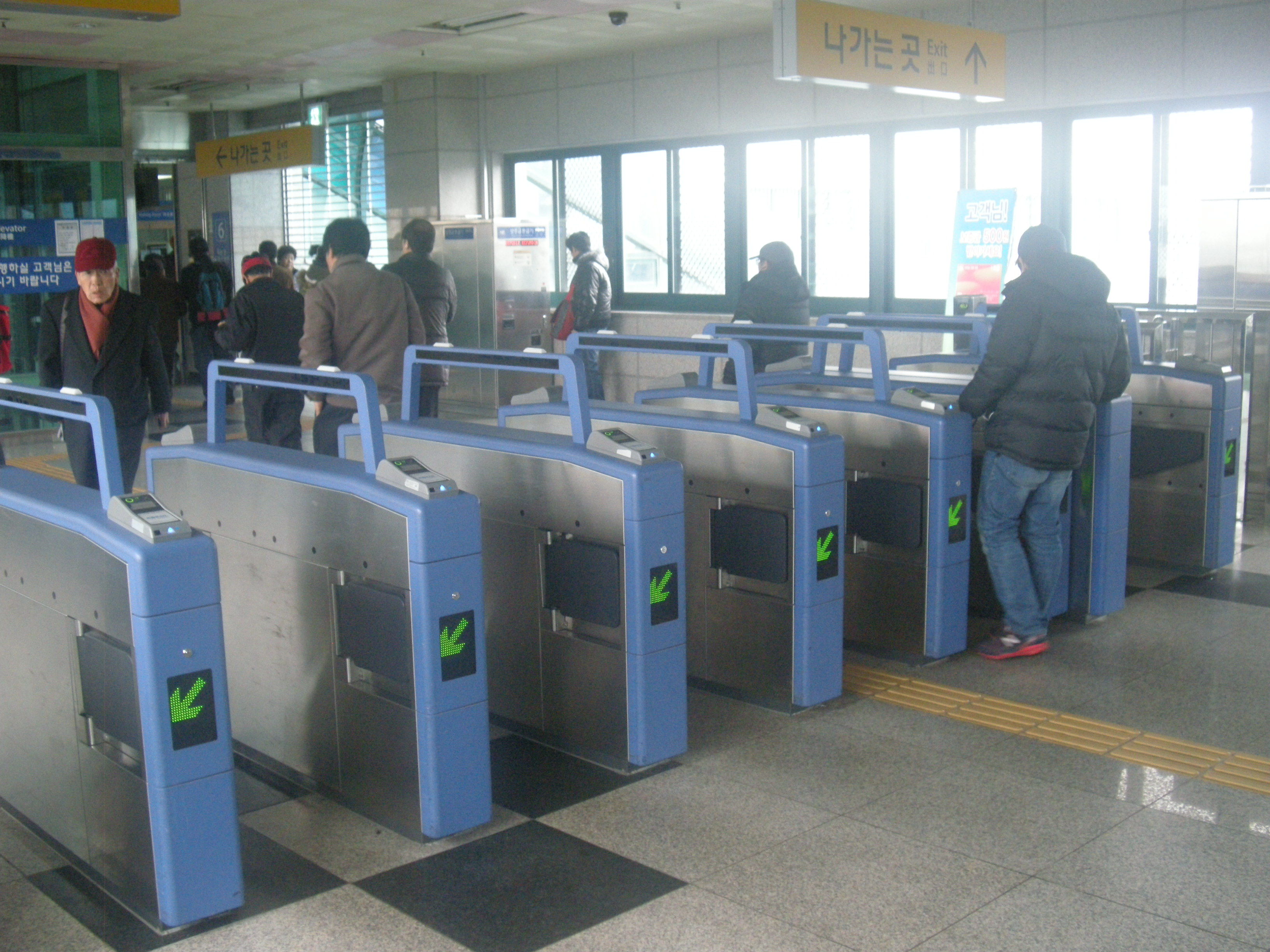
電鉄改札口

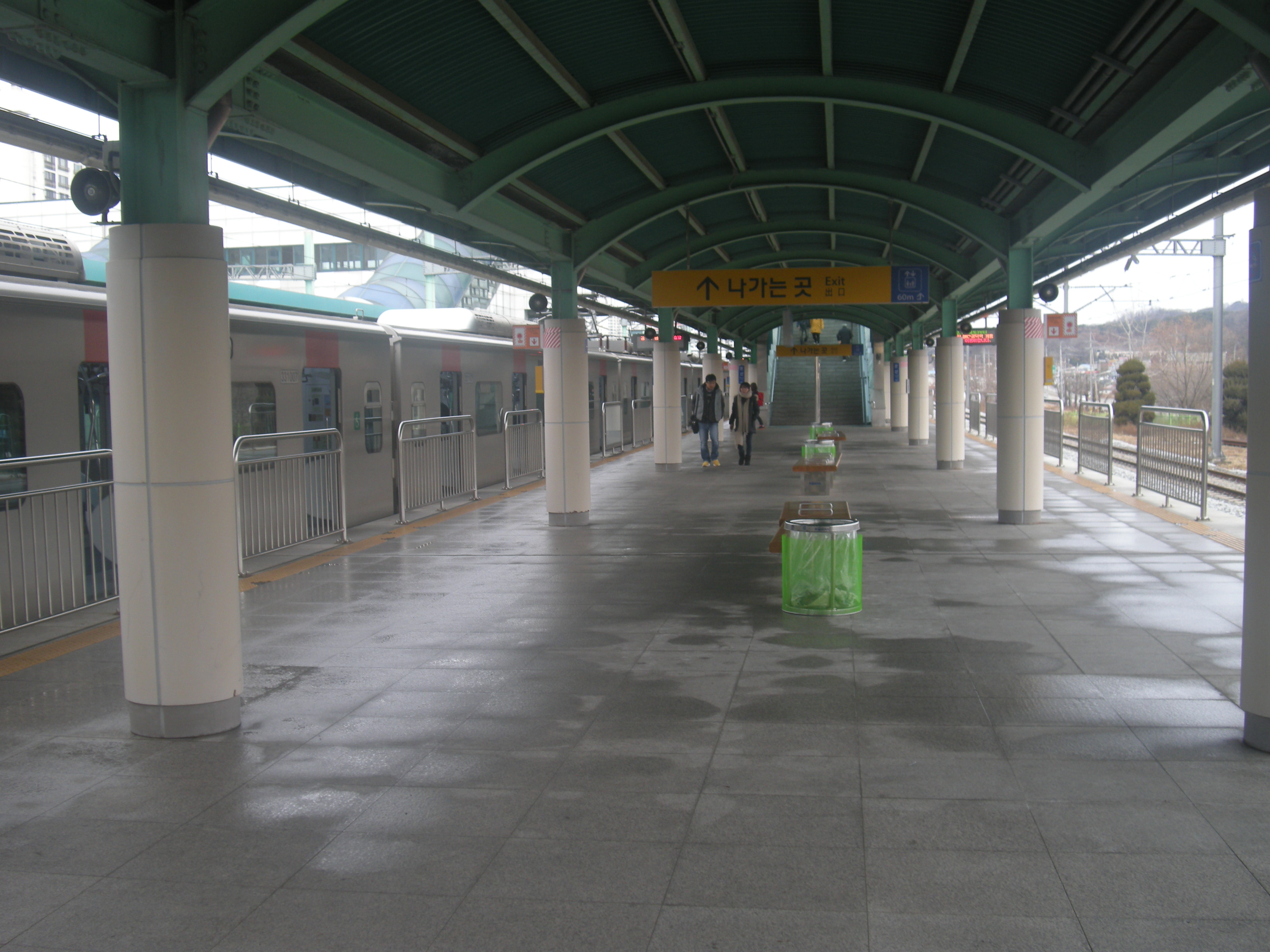
電鉄ホーム

島式ホーム3面6線を有する地上駅。この内、1-4番線を京義・中央線が使用する。5-6番線は、かつて運行されていたDMZ-train用のりばとして使用していたが、現在は閉鎖されている。
駅舎はホーム西側に建っており、駅舎とホームは跨線橋によって結ばれている。

### のりば
| 1・2 | ●京義・中央線                   | 一山・ソウル・龍門方面 |
| 3・4 | ●京義・中央線                   | 臨津江方面/当駅止まり  |
| 5・6 | 使用停止（旧・DMZ-trainホーム） |                        |

## 利用状況
近年の一日平均利用人員推移は下記のとおり。なお、2009年は開業日の7月1日から12月31日までの184日間の平均である。
| 路線          | 路線     | 2009年 | 2010年 | 2011年 | 2012年 | 2013年 | 2014年 | 2015年 | 2016年 | 2017年 | 2018年 | 出典   |
| ------------- | -------- | ------ | ------ | ------ | ------ | ------ | ------ | ------ | ------ | ------ | ------ | ------ |
| ●京義・中央線 | 乗車人員 | 3,552  | 4,221  | 5,133  | 5,444  | 6,053  | 6,219  | 6,379  | 6,448  | 6,517  | 6,329  | [ 11 ] |
| ●京義・中央線 | 降車人員 | 3,586  | 4,220  | 5,112  | 5,396  | 6,033  | 6,174  | 6,348  | 6,374  | 6,432  | 6,278  | [ 11 ] |
| ●京義・中央線 | 乗降人員 | 7,138  | 8,441  | 10,245 | 10,840 | 12,086 | 12,393 | 12,727 | 12,822 | 12,949 | 12,607 | [ 11 ] |
| 路線          | 路線     | 2019年 | 出典   |        |        |        |        |        |        |        |        |        |
| ●京義・中央線 | 乗車人員 | 6,267  | [ 11 ] |        |        |        |        |        |        |        |        |        |
| ●京義・中央線 | 降車人員 | 6,194  | [ 11 ] |        |        |        |        |        |        |        |        |        |
| ●京義・中央線 | 乗降人員 | 12,461 | [ 11 ] |        |        |        |        |        |        |        |        |        |

## 駅周辺
- 文山郵便局
- 坡州警察署文山地区隊
- 文山邑事務所
- 文山市外バスターミナル（朝鮮語版）
- 臨津初等学校（朝鮮語版）
- 坡州高等学校（朝鮮語版）
- 文山高等学校（朝鮮語版）
- 文山車両事業所
- ホームプラス坡州文山店

## 路線バス
| 坡州市所属市内バス路線       | 坡州市所属市内バス路線                   | 坡州市所属市内バス路線 | 坡州市所属市内バス路線 | 坡州市所属市内バス路線 | 坡州市所属市内バス路線 | 坡州市所属市内バス路線 |
| ---------------------------- | ---------------------------------------- | ---------------------- | ---------------------- | ---------------------- | ---------------------- | ---------------------- |
| 都市型バス                   | 11番・11-1番・12番・14番・22番・92番     |                        |                        |                        |                        |                        |
| 直行座席                     | 909番                                    |                        |                        |                        |                        |                        |
| 市外直行                     | 5000番                                   |                        |                        |                        |                        |                        |
| マウルバス                   | 021番・051番・052番・053番・055番・058番 |                        |                        |                        |                        |                        |
| ソウル特別市所属市内バス路線 |                                          |                        |                        |                        |                        |                        |
| 広域バス                     | 9710番                                   |                        |                        |                        |                        |                        |

## 隣の駅
韓国鉄道公社
京義線
DMZ-train
ソウル駅 - 文山駅 - 雲泉駅
●京義・中央線
B急行・A急行
金村駅 (K331) - 文山駅 (K335)
緩行
坡州駅 (K334) - 文山駅 (K335) - 雲泉駅 (K336)